# Список награждённых орденом Ленина в 1933 году
Список из 180 награждённых Орденом Ленина в 1933 году.
Постановлениями Президиума ЦИК СССР от:

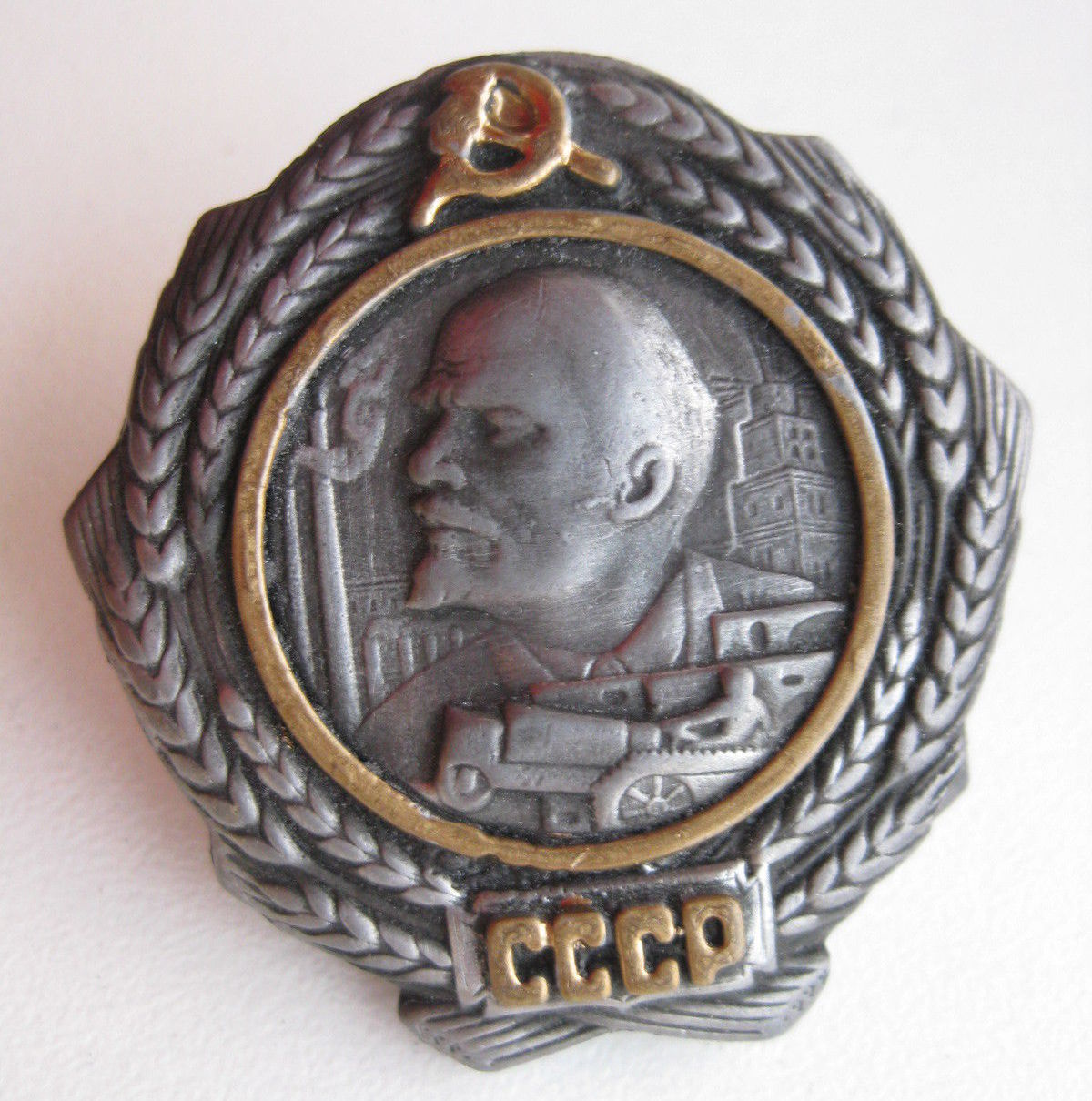
Орден Ленина первого типа (1930—1933)

## Январь

### 19 января
- О награждении пролетарского писателя тов. Серафимовича А. С.[1][2]

- За «литературные заслуги перед рабочим классом и трудящимися массами Союза ССР» награждён:

- Серафимович, Александр Серафимович

### 21 января
- О награждении тов. Крыленко Н. В.[5]

- За «выдающиеся заслуги в укреплении органов советской юстиции и за работу по разоблачению вредительских и иных контрреволюционных организаций» награждён:

- Крыленко, Николай Васильевич

## Февраль

### 21 февраля
- О награждении к 15-й годовщине Рабоче-Крестьянской Красной Армии

- Приказом Революционного Военного Совета СССР по личному составу армии №336 от 22.02.1933 г. награждены:

- Военная Воздушная академия РККА им. профессора Н. Е. Жуковсного — «в ознаменование 10-летие существования Академии и за исключительные её научно-технические достижения»;
- 25-я стрелковая Чапаевская Краснознамённая дивизия — «за выдающиеся достижения на хозяйственном фронте — в борьбе за генеральную линию партии».

- О награждении к 15-й годовщине Рабоче-Крестьянской Красной Армии

- Приказом Революционного Военного Совета СССР по личному составу армии №336/347 от 22.02.1933 г. награждены:

1. Гамарник, Ян Борисович — заместитель Народного Комиссара по военным и морским делам, председатель РВС: «за выдающуюся работу по укреплению обороноспособности СССР»;
2. Тухачевский, Михаил Николаевич — заместитель Народного Комиссара по военным и морским делам: «за исключительные личные заслуги перед революцией в деле организации обороны Союза ССР на внешних и внутренних фронтах в период гражданской войны и последующие организационные мероприятия по укреплению мощи РККА»;
3. Халепский, Иннокентий Андреевич — начальник УММ РККА: «за особо выдающиеся заслуги в деле укрепления технической мощи РККА»;
4. Будняк, Даниил Филиппович — начальник орудийно-арсенального объединения: «за выдающуюся работу в деле укрепления технической мощи РККА»;

- За «ценные изобретения и конструкции в технике РККА, способствовавшие укреплению обороноспособности Союза ССР» награждены:

1. Дегтярёв, Василий Алексеевич — конструктор
2. Туполев, Андрей Николаевич — начальник Конструкторского бюро ЦАГИ
3. Шорин, Александр Фёдорович — инженер
4. Беккаури, Владимир Иванович — начальник особого технического бюро

## Март

### 7 марта
- О награждении орденами Союза ССР в связи с 20 летием Международного Коммунистического Женского дня 8 марта[14]

- За «выдающуюся самоотверженную работу в области коммунистического просвещения работниц и крестьянок» награждены:

1. Артюхина, Александра Васильевна — руководительница группы общественного питания ЦКК—РКИ СССР
2. Варенцова, Ольга Афанасьевна
3. Гопнер, Серафима Ильинична — заведующая агитпропом ИККИ
4. Крупская, Надежда Константиновна — заместитель наркома по просвещению РСФСР
5. Клара Цеткин
6. Коллонтай, Александра Михайловна — полномочный представитель СССР в Швеции
7. Калыгина, Анна Михайловна — секретарь Калининского горкома ВКП(б)
8. Мойрова, Варвара Акимовна — заместитель председателя ЦК РОКК
9. Николаева, Клавдия Ивановна — заведующая агитмассовым отделом ЦК ВКП(б)
10. Стасова, Елена Дмитриевна
11. Смидович, Софья Николаевна
12. Ульянова, Мария Ильинична — заведующая Объединённым бюро жалоб НКРКИ СССР

### 22 марта
- О награждении орденами Союза ССР в связи с 20 летием Международного Коммунистического Женского дня 8 марта[18]

- За «выдающуюся самоотверженную работу в области коммунистического просвещения работниц и крестьянок» награждены:

1. Богат, Александра Павловна — заместитель Наркома здравоохранения РСФСР, «активный работник на фронтах гражданской войны»;
2. Воронова, Пелагея Яковлевна — заместитель Наркома легкой промышленности СССР, «активный организатор текстильщиц»;
3. Егорова, Евгения Николаевна — председатель ЦК Союза швейной промышленности, «активный работник большевистского подполья до Октябрьской революции»;
4. Икрянистова, Мария Фёдоровна — «активный работник среди текстильщиц, работает в ЦИК СССР»;
5. Куделли, Парасковья Францевна — «старейший работник ВКП(б)», одна из организаторов Международного Коммунистического женского дня и журнала «Работница»;
6. Коган, Евгения Соломоновна — «старейший работник ВКП(б)», секретарь Московского городского комитета ВКП(б);
7. Кирсанова, Клавдия Ивановна — директор Ленинской школы;
8. Сталь, Людмила Николаевна — «старейший работник ВКП(б) по организации женщин»;
9. Сахьянова, Мария Михайловна — ответственный инструктор ЦК ВКП(б), «активный работник среди бурятских трудящихся масс»;
10. Сахарова, Парасковья Фёдоровна — «активный работник ВКП(б)», член Центральной контрольной комиссии;
11. Яковлева, Варвара Николаевна — народный комиссар финансов РСФСР, «старейший работник ВКП(б)».

## Апрель

### 12 апреля
- О награждении тов. Демьяна Бедного[21]

- За «литературные заслуги перед рабочим классом и трудящимся крестьянством» награждён:

- Демьян Бедный — «выдающийся пролетарский писатель»

### 21 апреля
- О награждении работников Народного комиссариата внешней торговли Союза ССР и его органов[23]

- Награждены:

1. Розенгольц, Аркадий Павлович — народный комиссар внешней торговли: за «исключительные личные заслуги и выдающуюся работу по организации и руководству внешней торговлей Союза ССР»;
2. Вейцер, Израиль Яковлевич — торгового представителя Союза ССР в Германии: за «энергичную и выдающуюся работу в области внешней торговли»;
3. Боев, Иван Васильевич — заместитель народного комиссара внешней торговли: за «энергичную выдающуюся работу в области внешней торговли»;
4. Двойлацкий, Шолом Моисеевич — член Коллегии НКВТ: за «выдающиеся заслуги в проведении политики внешней торговли Союза ССР»;
5. Скрипко, Фёдор Михайлович — уполномоченный НКВТ по Западной Сибири: за «выдающиеся заслуги в деле мобилизации экспортных ресурсов».

## Май

### 11 мая
- О награждении работников автозавода им. тов. Сталина (бывший АМО)[27]

- За «выдающиеся заслуги по реконструкции автозавода им. т. Сталина (бывший АМО) и по освоению производства» награждены:

1. Лихачёв, Иван Алексеевич — директор завода: «за энергичную работу и умелое руководство по реконструкции и пуску завода, и неустанную работу по освоению массового производства»;
2. Тимофеев, Константин Семёнович — ударник, мастер-бригадир цеха нормалей: «за хорошее освоение наладки и капитального ремонта автоматов»;
3. Осипов, Селивёрст Ефимович — бригадир-каменщик, «проработавший на заводе со дня его реконструкции по настоящее время, как примерный ударник по строительству в период реконструкции завода»;
4. Барсуков, Иван Антонович — главный механик: за успешное руководство всей монтажной работой во время реконструкции завода;
5. Кукин, Сергей Васильевич — ударник-комсомолец: «за самоотверженную работу по освоению производства в термическом цехе»;
6. Старшинов, Иван Фёдорович — ударник-комсомолец, токаря: «как примерный работник, выдвинутый на руководящую работу в цехе, успешно работающий по освоению производства»;
7. Демьянюк, Фома Семёнович — начальник механо-сборочного отдела: «за успешную организацию и освоение производства»;
8. Кузнецов, Алексей Васильевич — заместитель начальника механо-сборочного отдела: «за успешную работу по налаживанию производства»;
9. Евсеев, Алексей Алексеевич — инженер, начальник кузовного отдела: «за хорошую организацию производства кузовов»;
10. Голяев, Дмитрий Васильевич — технический директор, инженер: «за успешное проектирование завода, за освоение и наладку производства автомобилей»;
11. Виттенберг, Иосиф Иванович — старый рабочий, начальник производства: «за примерную организацию производства автомобилей»;
12. Лоттерштейн, Харитон Семёнович — начальник кузнечного отдела: «за успешную и примерную организацию работ в кузнечном цехе»;
13. Горбунов, Сергей Фёдорович — инженер: «за образцовую организацию освоения производства ковкого чугуна»;
14. Прокофьев, Андрей Никитич — председатель треста строителей: «за успешное руководство строительными работами в период реконструкции завода».

- О награждении председателя МСПО тов. А. Е. Бадаева и инженера МСПО тов. Г. П. Марсакова[29]

- За «особо выдающиеся заслуги в области неханизации хлебопечения в Москве» награждены:

1. Бадаев, Алексей Егорович — председатель МСПО;
2. Марсаков, Георгий Петрович — инженер МСПО.

## Июнь

### 13 июня
- О награждении т. Сурица Я. З., полномочного представителя СССР в Турции

- За «успешную работу в течение 10-летнего периода на посту полномочного представителя Союза ССР в Турции» награждён:

- Суриц, Яков Захарович.

### 28 июня
- О награждении Всесоюзного коммунистического сельско-хозяйственного университета имени Я. М. Свердлова[33]

- «В связи с исполняющимся 15-летием существования» и «принимая во внимание выдающиеся заслуги этого университета в подготовке большевистских кадров для социалистического строительства» награждён:

- Всесоюзный коммунистический сельско-хозяйственный университет имени Я. М. Свердлова.

## Июль

### 7 июля
- О награждении профессоров Фёдорова С. П., Воячек В. И и Розанова В. Н.[36]

- За «выдающиеся заслуги в области медицины» награждены:

1. Фёдоров, Сергей Петрович — профессор Военно-Медицинской Академии;
2. Воячек, Владимир Игнатьевич — профессор;
3. Розанов, Владимир Николаевич — член коллегии Наркомздрава, профессор.

## Август

### 4 августа
- О награждении работников, инженеров и руководителей строительства Беломорско-Балтийского канала имени тов. Сталина

- «Из наиболее отличившихся работников, инженеров и руководителей Беломорстроя» награждены:

1. Ягода, Генрих Григорьевич — заместитель Председателя ОГПУ Союза ССР;
2. Коган, Лазарь Иосифович — начальник Беломорстроя;
3. Берман, Матвей Давыдович — начальник Главного Управления исправительно-трудовыми лагерями ОГПУ;
4. Фирин, Семён Григорьевич — начальник Беломорско-Балтийского исправительно-трудового лагеря и заместитель начальника Главного Управления исправительно-трудовыми лагерями ОГПУ;
5. Раппопорт, Яков Давыдович — заместитель начальника Беломорстроя и зам. начальника Главного Управления исправительно-трудовыми лагерями ОГПУ;
6. Жук, Сергей Яковлевич — зам. главного инженера Беломорстроя, «один из лучших и добросовестных инженеров, своим исключительным знанием дела и огромной трудоспособностью обеспечивший качественное выполнение проектных работ»;
7. Френкель, Нафталий Аронович — помощник начальника Беломорстроя и начальник работ «(совершивший в свое время преступление против государства и амнистированный ЦИК Союза ССР в 1932 году со снятием судимости), с момента начала работ на Беломорстрое и до конца обеспечивший правильную организацию производства работ, высокое качество сооружений и проявивший большое знание дела»;
8. Вержбицкий, Константин Андреевич — заместитель главного инженера строительства (был осужден за вредительство по статье 58-7 и освобожден досрочно в 1932 году), один из крупных инженеров, наиболее добросовестно относившийся к порученным ему работам.

### 17 августа
- О награждении завода №22[39]

- За «освоение строительства специальных типов тяжелых самолетов и хорошую организацию работы на заводе» награждён:

- Завод №22 (Казань).

- О награждениях в связи с Днём авиации — 18 августа 1933 года[42]

- По военно-воздушным силам РККА награждён:

1. Алкснис Я. И. — начальник военно-воздушных сил РККА: «за исключительные заслуги по техническому развитию и созданию кадров военно-воздушных сил РККА».

- По авиационной промышленности награждены:

1. Баранов П. И. — заместитель наркомтяжпрома и начальник главного управления авиационной промышленности: «за особо выдающиеся заслуги и умелое руководство авиацией и всей авиационной промышленностью Союза»;
2. Миткевич, Ольга Александровна — парторг завода № 22: за «умелую и энергичную постановку партийно-массовой работы, обеспечившую успешное выполнение заданий»;
3. Озеров С. М. — председатель завкома завода № 22: за «выдающиеся заслуги в деле организации труда, давшие громадный эффект при выполнении промфинплана»;
4. Чернышёв В. Н. — заместитель директора завода №22: за «исключительную энергию по развертыванию производства и организационно-технической перестройки всех цехов на новый вид производства»;
5. Тарасов М. И. — заместитель директора завода № 22: за «исключительную энергию по обеспечению завода кадрами и подготовку их и за правильную постановку организации труда»;
6. Крухмалев Ф. И., и
7. Ахназаров С. X. — рабочие завода № 22: «лучшие ударники, примерные производственники, показавшие образцы выполнения и перевыполнения производственной программы»;
8. Иевлев А. А. — помощник директора завода № 22 (выдвиженец): за «настойчивую и исключительно ударную работу по вопросам снабжения, обеспечившую бесперебойное выполнение производственной программы»;
9. Вассерман И. Т. — начальник цеха оборудования завода № 22: за «ряд ценных рационализаторских предложений, обеспечивших установку и пуск в эксплуатацию оборудования ранее установленного срока»;
10. Тихонова Е. А. — бригадир женской ударной бригады завода № 22: за «примерную производственную работу и организацию бригады, показавшей примерные образцы выполнения и перевыполнения производственной программы»;
11. Фельдман Г. Г. — инженер, заместитель директора завода № 22: за «исключительные заслуги по техническому руководству производством самолетов тяжелого типа»;
12. Шпак Ф. М. — заместитель главного инженера завода № 22: за «ударную и исключительно энергичную работу по выпуску, сборке, испытанию и сдаче самолетов»;
13. Моисеев Я. Н. — старший летчик-сдатчик завода № 22: за «длительную летную безаварийную работу по испытанию и сдаче самолетов»;
14. Морозов П. М. — начальник цеха окончательной сборки завода № 22: за «исключительную энергию и инициативу в деле освоения самолетостроения и как лучшего ударника»;
15. Девяткин И. И. — бригадир завода № 22: за «исключительные заслуги по изготовлению ответственнейших деталей самолетов»;
16. Альен Э. М. — мастер-шлифовшик завода № 22 — за «исключительные заслуги по освоению и выпуску специальных инструментов, освободивших завод от импорта»;
17. Соловей Е. М. — начальник треста по строительству завода № 22: за «исключительную энергию по организации строительства завода и лучшие качественные показатели по строительству»;
18. Ломинадзе В. — парторг завода № 24: за «энергичную и умелую постановку партийно-массовой работы, обеспечившую производство нового типа моторов».

- По гражданскому воздушному флоту награждены:

1. Гольцман А. 3. — начальник Аэрофлота: за «исключительные заслуги по организации и руководству гражданским воздушным флотом»;
2. Анвельт Я. Я. — заместитель начальника Аэрофлота: за «исключительные заслуги по организации гражданского воздушного флота, за качественные достижения в нём и за выдающуюся работу по стальному самолетостроению»;
3. Березин Н. С. — заместитель начальника Аэрофлота: за «исключительные заслуги в области политработы в гражданском воздушном флоте и по подготовке кадров в нём»;
4. Пошеманский М. Б. — начальник треста сельскохозяйственной авиации: за «выдающиеся заслуги по организации и по подготовке кадров гражданского воздушного флота и по выполнению плана авиасева»;
5. Гроза И. Р. — начальник научно-технического управления: за «исключительные заслуги по организации и руководству научно-исследовательской работой гражданского воздушного флота и по практическому применению электросварки и нержавеющей стали, механического пилотирования и паровой турбины для самолётов»;
6. Михеев И. В. — пилот-механик эскадрильи им. Горького: за «выдающиеся заслуги по ряду арктических, спасательных и агитационных перелетов».

## Октябрь

### 17 октября
- О награждении академика Н. Я. Марра

- «За особо выдающиеся труды в области лингвистики в связи с исполняющимся 45-летием его научной деятельности и 25-летием его учёной работы в качестве действительного члена Академии наук СССР» награждён:

- Марр, Николай Яковлевич

### 29 октября
- О награждении руководителей и передовых работников коммунистической молодёжи[46]

- В ознаменование 15-летия Всесоюзного Ленинского коммунистического союза молодёжи награждены:

1. Косарев А. В. — «испытанный руководитель Ленинского комсомола, выдающийся организатор комсомольских масс в их борьбе, под руководством партии за победу пятилетки»;
2. Салтанов С. А. — секретарь ЦК ВЛКСМ, «один из лучших организаторов рабоче-крестьянской молодежи»;
3. Лукьянов Д. Д. — секретарь ЦК и МК комсомола, «один из лучших представителей рабочей молодежи Москвы, признанный руководитель московского комсомола»;
4. Горшенин П. С. — военный секретарь ЦК ВЛКСМ, «старый комсомолец уральской организации, боевой командир времён Гражданской войны»;
5. Шарипов К. — секретарь ЦК ВЛКСМ, «виднейший представитель рабоче-крестьянской молодёжи Узбекистана», руководитель комсомола Узбекистана;
6. Андреев С. И. — секретарь ЦК комсомола Украины, «старый комсомольский работник, не раз проявивший на трудных участках свои организаторские способности»;
7. Васильев В. В. — помощник начальника политуправления НКПС, «старый работник московской организации комсомола, умело мобилизовавший массы молодёжи на борьбу за проведение директив партии»;
8. Васильева Т. Ф. — работница-текстильщица «с 11-летним производственным стажем, способная работница московской организации комсомола», слушательница Промакадемии им. Сталина;
9. Северьянова А. А. — работница, комсомолка московской организации, «одна из лучших работников комсомола в пнонердвижении»;
10. Вайшля И. С. — руководитель ленинградского комсомола, «умело мобилизующий комсомольские массы на выполнение промфинплана»;
11. Персиц И. Е. — секретарь московского горкома комсомола, «активный организатор молодёжи Москвы, за благоустройство пролетарской столицы»;
12. Григорян Г. В. — секретарь Закавказского крайкома комсомола, «старый комсомольский работник, умело проводивший на практике ленинскую национальную политику»;
13. Громов И. А. — помощник начальник чугунолитейного цеха завода «Большевик» (Ленинград), рационализатор, «один из организаторов ударных бригад, умело организующий производство на ответственном участке завода, несколько раз премированный»;
14. Кашанов Ф. А. — ударник завода № 2 (Ковров), слесарь-лекальщик, рационализатор и изобретатель, «активный борец за дисциплину на производстве, активный общественный и комсомольский работник», начальник школы ФЗУ завода №2;
15. Быкова К. Ф. — «лучшая ударница», бригадир фабрики Дзержинского (Иваново-Вознесенск), «систематически перевыполнявшая, начиная с 1928 г. промфинплан, всё время работающая без брака, премированная 26 раз, активная комсомолка на фабрике»;
16. Андреев М. Г. — слесарь-сборщик, «организатор ударных бригад на заводе им. Марти (Ленинград), изобретатель, 8 раз премированный, активный комсомольский работник»;
17. Юдин К. В. — мастер завода шарикоподшипников им. Кагановича (Москва), бригадир комсомольско-молодежной бригады, «первый организатор хозрасчетной бригады на самом трудном типе шариков, секретарь цеховой ячейки комсомола»;
18. Бужурин М. А. — бригадир «лучшей молодежной бригады» завода им. Менжинского (Москва) («его бригада в течение двух лет систематически выполняет и перевыполняет промфинплан и не имеет ни одного процента брака»), секретарь цеховой ячейки комсомола, «являющейся одной из передовых на заводе»;
19. Свиридов Г. В. — бригадир мартеновской печи № 7 завода «Серп и молот» (Москва), «неоднократно премированный, систематически перевыполняющий промфинплан»;
20. Перова К. А. — работница 1‑й ткацкой фабрики (Орехово-Зуево), ткачиха, «лучший бригадир молодёжного комплекта по всему Орехово-Зуеву, член пленума  горкома комсомола»;
21. Романько Е. М. — организатор 1-й комсомольской женской бригады бетонщиков на Днепрострое, «систематически перевыполнявшая программу по кладке бетона, достигшая мировых рекордов», бригадир-бетонщица металлокомбината домны № 1;
22. Степаненко А. — забойщик шахты № 1 (Горловка), «лучший молодой забойщик Донбасса, систематически перевыполняющий норму выработки, секретарь подземной ячейки комсомола участка № 7, первый и лучший ученик Никиты Изотова»;
23. Шкляр Т. И. — «молодой инженер», заместитель начальника мартеновского цеха металлургического завода им. Сталина на Украине, «показавший себя как хороший организатор и крупный специалист, за блестящую работу и организацию мартеновского производства 5 раз премированный, имеющий за свою работу благодарность от коллегии НКТяжпрома»;
24. Тугай К. Н. — слесарь ХПЗ им. Коминтерна (Харьков), «лучший молодой ударник, рационализатор и изобретатель, организатор ударной комсомольской хозрасчетной бригады», один из руководителей сборки мотора БД‑2, член завкома комсомола;
25. Мишугли П. — «бывший батрак, сейчас член колхоза им. Котовского (Одесская область), лучший ударник колхозного производства, показавший высокие образцы производительности труда и отличного качества работы, организатор комсомольской дружины по охране урожая»;
26. Васильев Н. П. — рабочий Путиловского завода, один из первых организаторов комсомольской бригады вальцовщиков;
27. Панченко Р. Ф. — колхозник, красноармеец 1‑го кавалерийского дивизиона Хорезмского полка (Средняя Азия), «участник боев с бандами в Кара-Куме».
28. Карпов А. К. — рабочий, комсомолец, старшина группы торпедистов подводной лодки «Ёрш», сверхсрочник, «образцовый командир», секретарь партийной ячейки подводной лодки;
29. Сузи Т. П. — командир и комиссар истребительного отряда авиабригады, рабочий, с 1918 года доброволец в Красной Армии, «крепкий волевой командир, энтузиаст лётного дела»;
30. Досин А. И. — дежурный по депо Минска Московско-Белорусско-Балтийской железной дороги, «трижды премированный за образцовую работу как машинист, активный общественный работник».
31. Осташко Н. А. — работница Витебской швейной фабрики «Знамя Индустриализации», «ударница, три раза премированная за перевыполнение норм и образцовое качество, организатор молодёжной ленты, лучшая ударница по овладению техникой, член фабкома комсомола»;
32. Вафин, Натфулла — рабочий пошивочной фабрики (Казань), слесарь-механик, изобретатель, «неоднократно премированный за образцовую работу на производстве, член бюро Пролетарского райкома комсомола»;
33. Ханмурадов — бригадир, ударник промысла им. Орджоникидзе в Баку, «три раза премированный, активный комсомолец»;
34. Закарейшвили, Нико — рабочий-слесарь паровозо-ремонтного завода им. Сталина в Тифлисе, «комсомолец с 1926 года, активный ударник».

## Ноябрь

### 14 ноября
- О награждении организаторов и участников полёта в стратосферу[51]

- «Отмечая блестящее выполнение задания правительства организаторами и участниками полёта стратостата «СССР», вписавшими новые славные страницы в историю советской авиации и изучение стратосферы, а также исключительную энергию и знание дела рабочих и конструкторов по постройке стратостата» награждены:

1. Прокофьев, Георгий Алексеевич — командир-лётчик: «за выдающиеся заслуги в деле организации и руководства полёта в стратосферу в качестве командира первого в Союзе ССР стратостата, достигшего мирового рекорда высоты»;
2. Годунов, Константин Дмитриевич — начальник конструкторского бюро Научно-опытного института резиновой промышленности: «за выдающиеся заслуги в конструкции стратостата и личное участие в полёте в стратосферу»;
3. Бирнбаум, Эрнест Карлович — помощник начальника 1-го сектора управления боевой подготовки УВВС РККА: «за выдающиеся заслуги в деле организации полёта в стратосферу и личное участие в полёте в качестве пилота-воздухоплавателя»;
4. Марголин, Семён Леонтьевич — директор завода № 39: «за исключительные заслуги в деле организации полёта в стратосферу и непосредственное личное участие и руководство постройкой гондолы первого стратостата в Союзе ССР»
5. Чижевский, Владимир Антонович — начальник бригады Центрального конструкторского бюро завода № 39: «за выдающиеся технические заслуги при непосредственном конструировании гондолы первого в Союзе ССР стратостата»;
6. Моисеев, Иван Георгиевич — рабочий-бригадир завода № 39, проводивший собственноручно наиболее ответственные работы по изготовлению гондолы стратостата;
7. Кузина, Елена Николаевна — начальник первой секции Научно-исследовательского института резиновой промышленности: «за выдающиеся технические заслуги при разработке технологического процесса балонной ткани и личное изготовление рецептуры для неё».

- О награждении участников Кара-Кумского автомобильного пробега[55]

- «Отмечая упорную и героическую работу участников автопробега Москва — Кара-Кум — Москва, блестящим образом подтвердившего рост технической мощи Советского Союза и доказавшего высокие качества как советских водителей и советских автомашин, так и советской стали и каучука» награждены:

1. Мирецкий, Александр Максимович — командор автопробега Москва — Кара-Кум — Москва: «за исключительно умелую организацию и руководство пробегом»;
2. Эхт, Давид Наумович — председатель технической комиссии автопробега, обеспечивший умелое руководство и хорошее техническое состояние машин и организовавший правильный учёт технических данных пробега;
3. Беневоленский, Владимир Павлович — секретарь партколлектива пробега и водитель машины № 9, «лучший ударник колонны, сумевший личным примером сплотить вокруг партколлектива весь состав участников пробега на исполнение поставленных перед колонной задач».

- О награждении работников авиационной промышленности[57]

- За «выдающуюся работу но авиационной промышленности» награждены:

1. Немов, Александр Семёнович — начальник Всесоюзного объединения точной индустрии: за «умелое большевистское руководство по организации производства на предприятиях ВОТИ ряда усовершенствованных приборов и автоматики для вооружения армии, непосредственного активного участника лётных испытаний автопилота для телемеханического самолёта».
2. Архаров, Александр Игнатьевич — директор завода Метприбор: за «хорошую организацию работ на этом заводе и непосредственный выпуск из производства приборов»;
3. Коренев, Георгий Васильевич — инженер-лётчик: за «руководство ударной группой по выпуску приборов и за успешную конструкторскую работу»;
4. Соколов, Михаил Валентинович — рабочий-механик: за «энергичную и успешную работу по монтажу н испытанию приборов».

## Декабрь

### 22 декабря
- О награждении начальника ЦАГИ Харламова Н. М.

- «Выражая полное удовлетворение выдающимся и правильным руководством Центральным аэрогидродинамическим институтом им. проф. Н Е. Жуковского», награждён:

- Харламов Н. М. — начальник ЦАГИ: «сумевший за своё двухлетнее руководство укрепить и широко развить деятельность института в области научно-исследовательских и конструкторских работ по самолётостроению».

- «О награждении работников Центрального аэрогидродинамического института (ЦАГИ) им. проф. Н Е. Жуковского»[61]

- «В связи с 15-летием существования института» награждены:

1. Чаплыгин С. А. — академик, активный участник по созданию и организации ЦАГИ: за «выдающиеся заслуги в области разработки теоретических вопросов аэро- и гидродинамики»;
2. Петляков В. М. — инженер-конструктор: за «особые заслуги по конструированию тяжёлых металлических самолётов и внедрению их в серийное производство»;
3. Осипов А. А. — инженер, директор завод опытных конструкций: за «энергичную и ударную работу, обеспечивающую успешную постройку опытных аппаратов ЦАГИ»;
4. Дедабов А. А. — токарь завода опытных конструкций: за «выдающиеся работы по изготовлению опытных самолётов ЦАГИ»;
5. Комаленков А. С. — моторист лётной станции: за «выдающиеся заслуги в области сборки опытных самолётов ЦАГИ»;
6. Иванов А. Ф. — рабочий завода опытных конструкций: за «исключительные заслуги в области сборки опытных самолётов ЦАГИ»;
7. Мусинянц Г. Н. — инженер, заместитель начальника ЭАО ЦАГИ: за «энергичную работу по созданию аэродинамической лаборатории ЦАГИ»;
8. Архангельский А. А. — инженер-конструктор: за «особые заслуги в деле создания многоместных самолётов и инициативу в области организации аэросанного дела в Советском Союзе».

- О награждении строителей Бобриковского химического комбината[62]

- Награждены:

1. Арутюнянц П. Г. — начальник строительства: за «выдающиеся заслуги в деле строительства и успешного освоения производства крупнейшего в Союзе ССР химического комбината»;
2. Енов-Ходорковский И. С. — секретарь парткома строительства: за «выдающиеся заслуги по организации партийно-массовой работы на строительстве, обеспечившей ударные темпы строительства и успешное освоение заводов комбината»;
3. Шукст Л. Ф. — председатель Бобриковского горкома строителей: за «выдающиеся заслуги по организации рабочих масс на борьбу за успешное окончание строительства, руководство развёртыванием социалистического соревнования и ударничества»;
4. Ступаков Е. Ф. — слесарь-бригадир цеха очистки: за «выдающиеся заслуги по монтажу особо сложного оборудования компрессоров высокого давления, как лучшего ударника по освоению и выполнению плана монтажных работ»;
5. Дёмкин Н. Е. — рабочий-каменщик, «показавший образцы подлинного социалистичекого отношения к труду, давший рекордно-высокие нормы кладки кирпича и 15 раз премированный»;
6. Добровинский А. А. — заместитель главного инженера строительства: за «особые заслуги по применению новых технических приемов в строительном деле и решительную борьбу с элементами консерватизма в технике строительства».

### 27 декабря
- О награждении строителей Березниковского химического комбината[65]

- «За выдающиеся заслуги в деле строительства u освоения производства крупнейшего и сложнейшего по своему оборудованию в Союзе химического комбината» награждены:

1. Грановский М. А. — начальник строительства и директор комбината;
2. Шах-Гильдян В. П. — бывший секретарь парткомитета Березниковского комбината;
3. Бацкалевич В. М. — председатель построечного комитета союза рабочих-строителей;
4. Андреев Н. В. — главный инженер строительства;
5. Кирпичников В. Д. — инженер, директор теплоэлектроцентрали;
6. тов. Султанов — рабочий, бригадир бригады бетонщиков.

- О награждении организаторов и строителей Горловского химического комбината[67]

- Награждены:

1. Пушин Г. Е. — главный инженер строительства;
2. Кобзарь И. К. — секретарь заводского партийного комитета;
3. Ассиновсний Л. С. — инженер, начальник аммиачного цеха;
4. Завалихин Я. К. — рабочий-слесарь колонн синтеза.

О награждении руководителей, инженеров и рабочих-ударников, организаторов и строителей апатитовой промышленности в Хибинах
- Награждены:

1. Кондриков В. И. — управляющий трестом «Апатит»;
2. Каспаров А. А. — технический директор обогатительной фабрики.

О награждении руководителей, инженеров и рабочих-ударников Чернореченского химического комбината
- Награждён:

- Бродов Э. Л. — управляющий трестом «Союзазот», бывший директор комбината.

О награждении тт. Г. Л. Пятакова и С. Л. Ратайчак
- «За умелое и энергичное руководство и организацию химической промышленности» награждены:

1. Пятаков, Георгий Леонидович
2. Ратайчак, Станислав Антонович

О награждении организаторов и строителей завода «Шарикоподшипник» им. Кагановича
- Награждены:

1. Бодров А. М. — начальник строительства н директор завода;
2. Тихонов Н. Т. — секретарь парткома завода;
3. Шелеменцев И. Р. — начальник автоматно-токарного цеха;
4. Соколов А. И. — рабочий-механик автоматно-токарного цеха;
5. Селезнёв Е. М. — рабочий-бетонщик и десятник строительства.